# لويزة هراري
لويزة هراري (الاسم العلمي: Aloysia herrerae) هو نوع نباتي يتبع جنس اللويزة من فصيلة اللويزية.